# ワインボトル

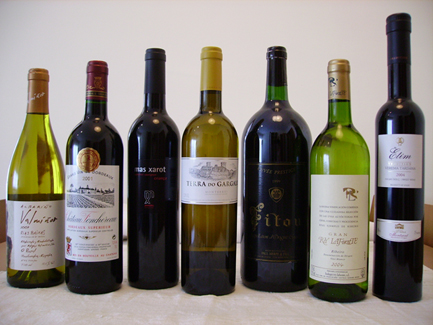
様々なワインボトル

ワインボトル（英: Wine bottle）、ワイン瓶はワインを保管するための瓶で、普通はガラス製である。瓶内で発酵させるワインもあるが、大部分は発酵後に瓶詰めされる。様々なサイズがあり、それぞれには聖書に登場する王などにちなんだ名が付けられている。一般的なサイズは 750ml だが、これは比較的近年になってのことである。ワインボトルは通常コルクで封をされるが、スクリューキャップ（英: Screw cap）も一般的になっている。またその他にも封の方法がある。
かつてワインボトルの形状は、底が広く安定感のあるものが主だった。現在のように背が高く底面積に対して細長い形状になったのは、18世紀末の1790年代である。これはワインを船舶などで輸送する機会が増えたため、積載や貯蔵の利便性を重視した結果であると言われている。その一方、ワインの主産地であるフランスのボルドーやブルゴーニュでは、貯蔵環境やワイン自体の性質の違いに由来するそれぞれのワインボトルが形作られていった。また、ワインの産地が一目で分かるようにとあえて個性を残したボトルを採用している土地もある。

## 形状
ポルトガル、イタリア、スペイン、フランスとドイツなどのワイン生産者は地域の伝統にしたがい、ワインに適した瓶の形状を決めている。
ボルドータイプ
ボルドーワイン、ポート、シェリー、では側面が直線で肩が高く、パント（ビン底の凹み、後述）は大きい。いずれのワインも提供時に澱を止めるため、首がくびれている。
ブルゴーニュタイプ
ブルゴーニュ、ローヌでは背が高くなで肩で、パントは小さい。これはボルドーワインに比して沈殿物が少ない事による。また、ブルゴーニュではカーヴと呼ばれる地下室にワインを貯蔵していたため、狭い貯蔵庫内に効率的にワインを詰め込む必要があった。なで肩のボトルは互い違いに積み上げて充填できるため、このような形状が好まれたという理由もある。
ラ・フリュート
ライン（ホックとも呼ばれる）、モーゼル、アルザスで用いられる主に白ワインのボトル。肩がなだらかで細長い。パントは小さいか、無い。
ル・クラヴラン
フランスのスイス国境、ジュラ県のワインで使われるボトル。形状はずんぐりしており、容量が 620ml と少し小さい。ジュラのワインも参照。
シャンパン用のボトル
シャンパンやその他スパークリング・ワインでは、製造過程において瓶内で二次発酵させる（イタリアのスプマンテを除く）ため、発生した炭酸ガスにより内圧が上昇する。これに耐えるボトルは肉厚ガラスで、太くなで肩である。パントは大きい。
フィアスコ
イタリアトスカーナ州のキアンティが採用している。口が細く胴体が丸みを帯びたフラスコのような形状。このボトルには伝統的に藁づとが巻かれている。
ペッシェ
イタリアマルケ州のヴェルディッキオなど。魚を意味する細長いボトル。
ボックスボイテル
ドイツフランケン地方の高級ワインやポルトガルのマテウスなどで使われる、扁平な形状のボトル。
北米、南米、南アフリカ、オーストラリアといった「ニューワールド」の生産者は、自身のワインに関連づけられる形状の瓶を選ぶ。例えば、カベルネ・ソーヴィニヨンなどを主体としたワインにはボルドータイプのボトルが、ピノ・ノワール単醸のワインにはブルゴーニュタイプの瓶が選ばれることがある。その他の生産者（ヨーロッパ内外とも）にはマーケティング目的でボトルを選ぶ者もある。ペール・アンセルムは半分溶けたような瓶でシャトーヌフ＝デュ＝パプを出荷している。ドイツのモーゼルランドには飼い猫の形の瓶のリースリングがある。
家庭生産のワインは、製品とは違いあらゆる形状の瓶を使用する。ただし、スパークリング・ワインについては大きな圧力に耐えるため、肉厚の瓶を使用する必要がある。

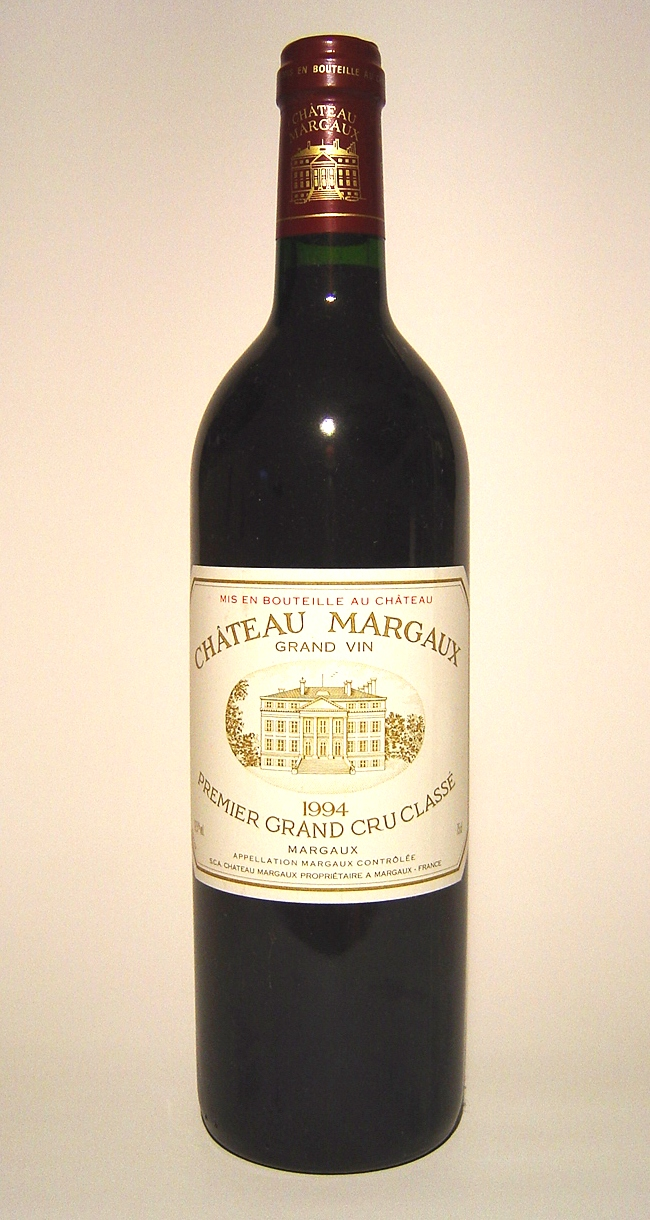
ボルドータイプ （シャトー・マルゴー）
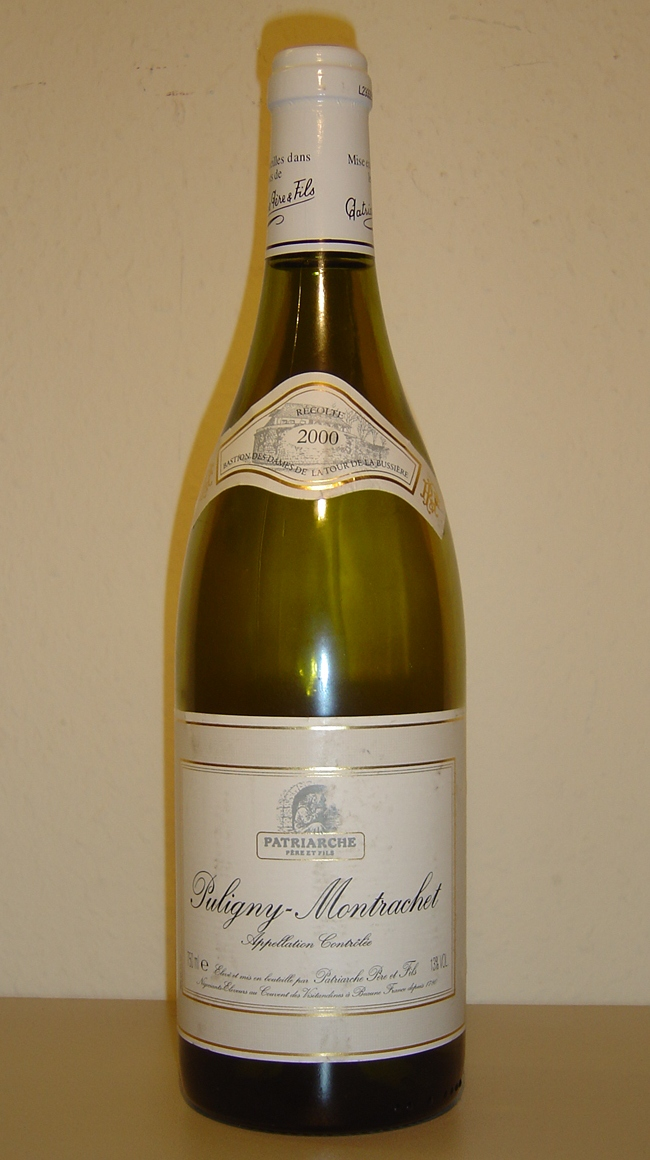
ブルゴーニュタイプ （ピュリニィ・モンラッシェ
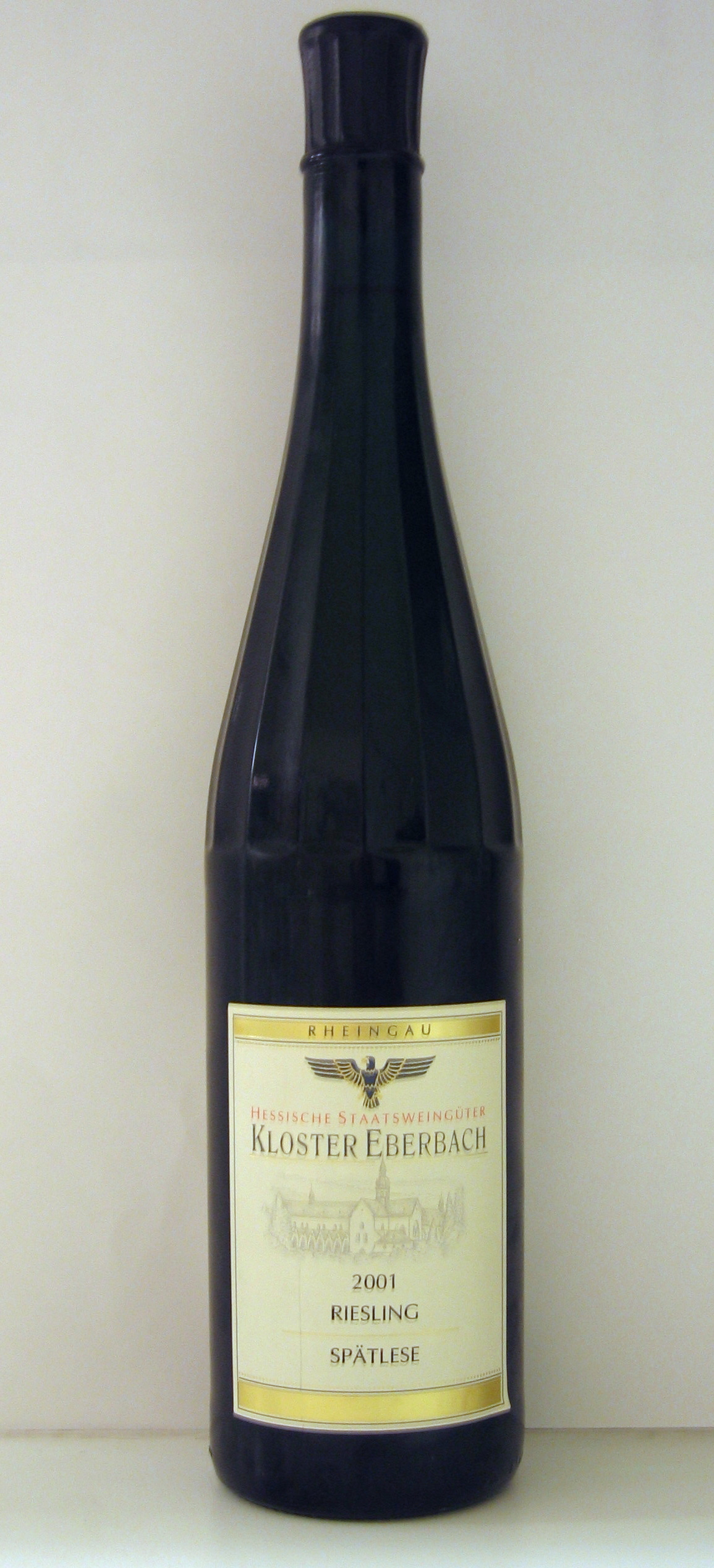
ラ・フリュート （クロスター・エバーバッハ）
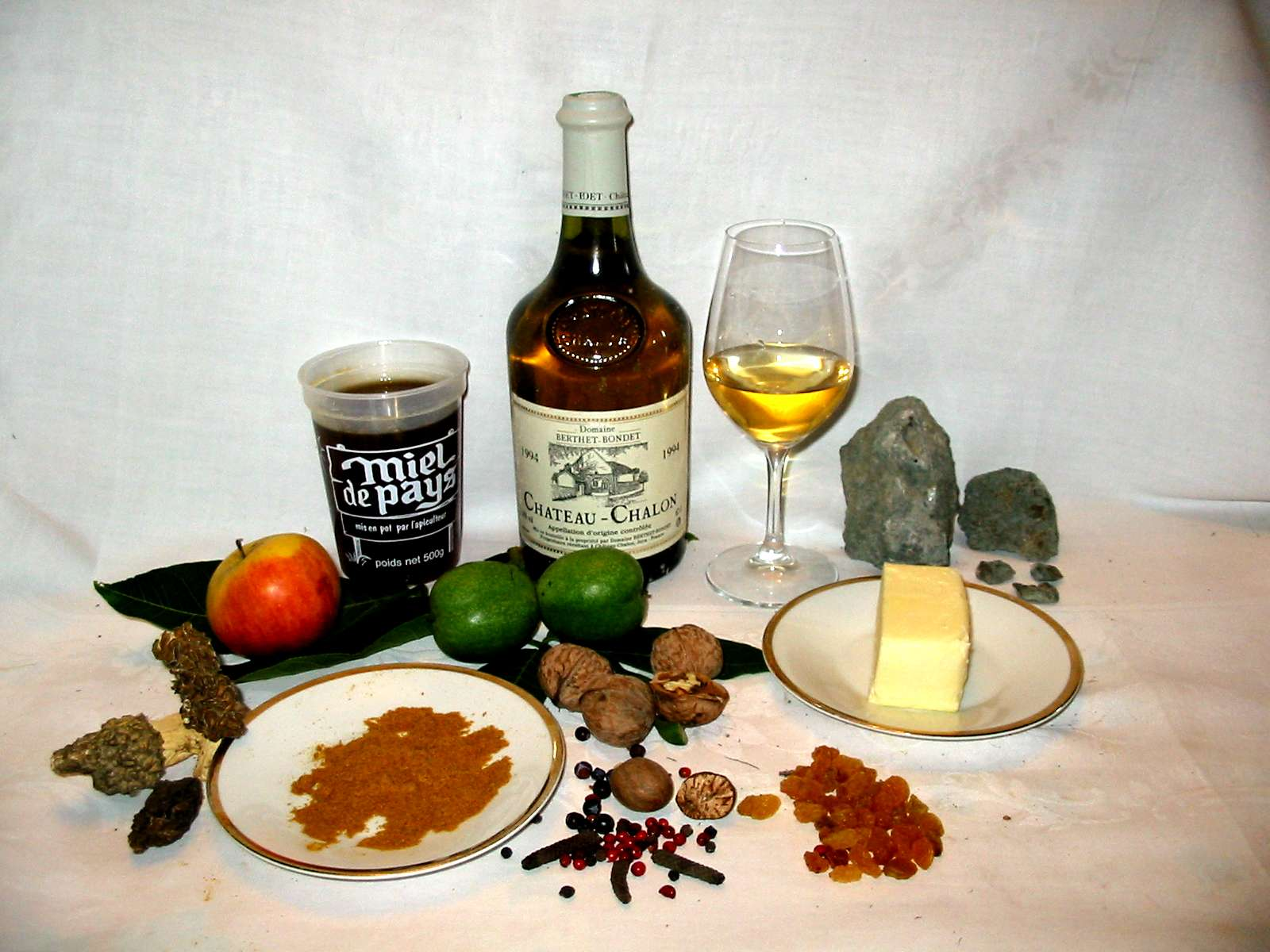
ル・クラヴラン （シャトー・シャロン、中央奥）
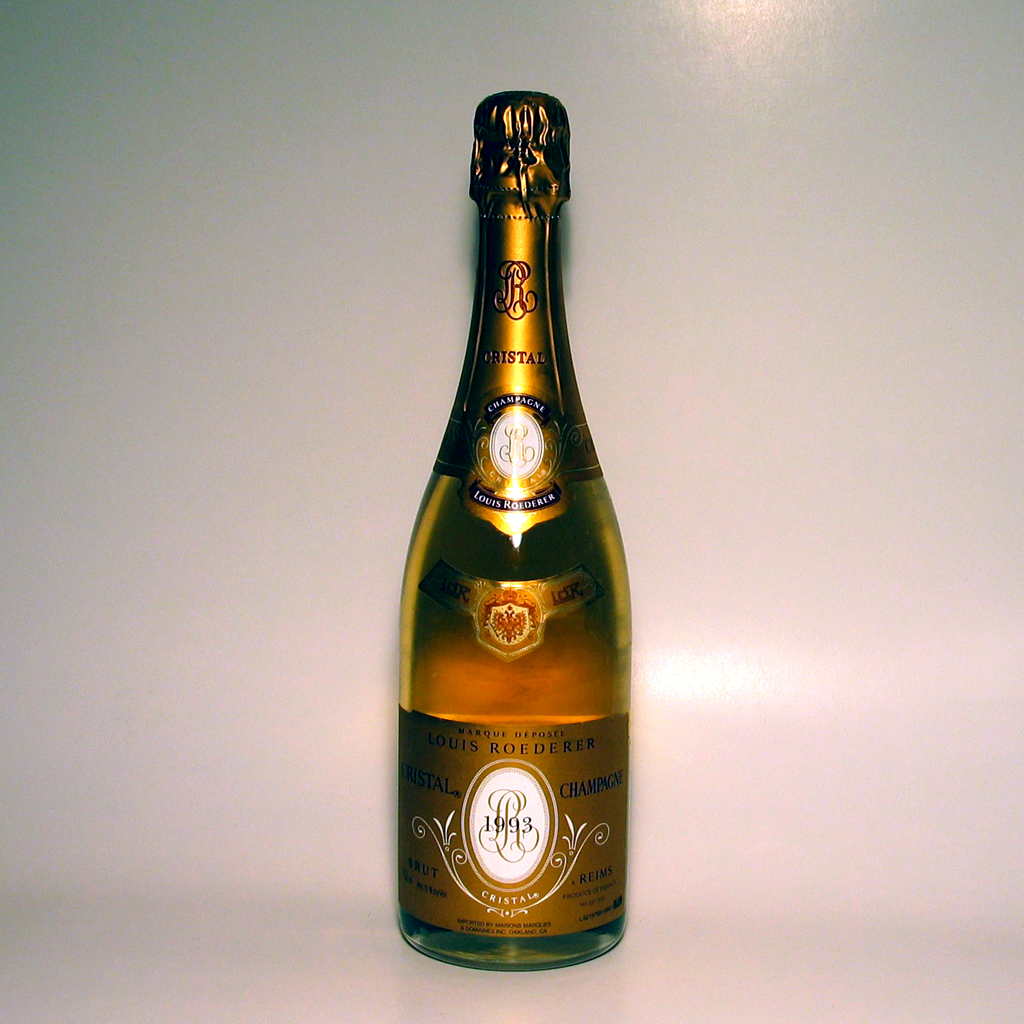
シャンパン （クリスタル）
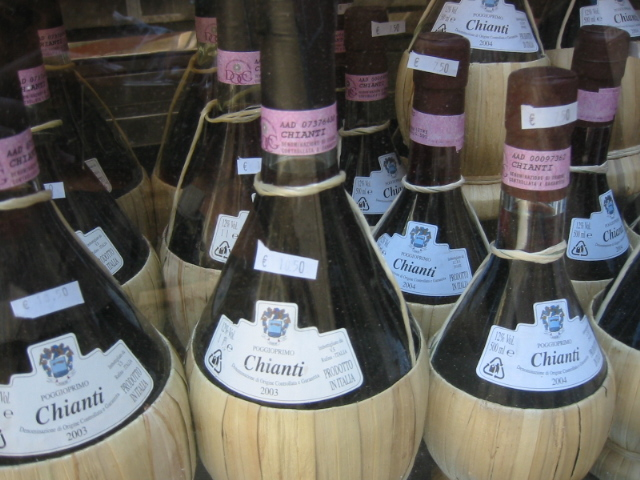
フィアスコ （キアンティ）
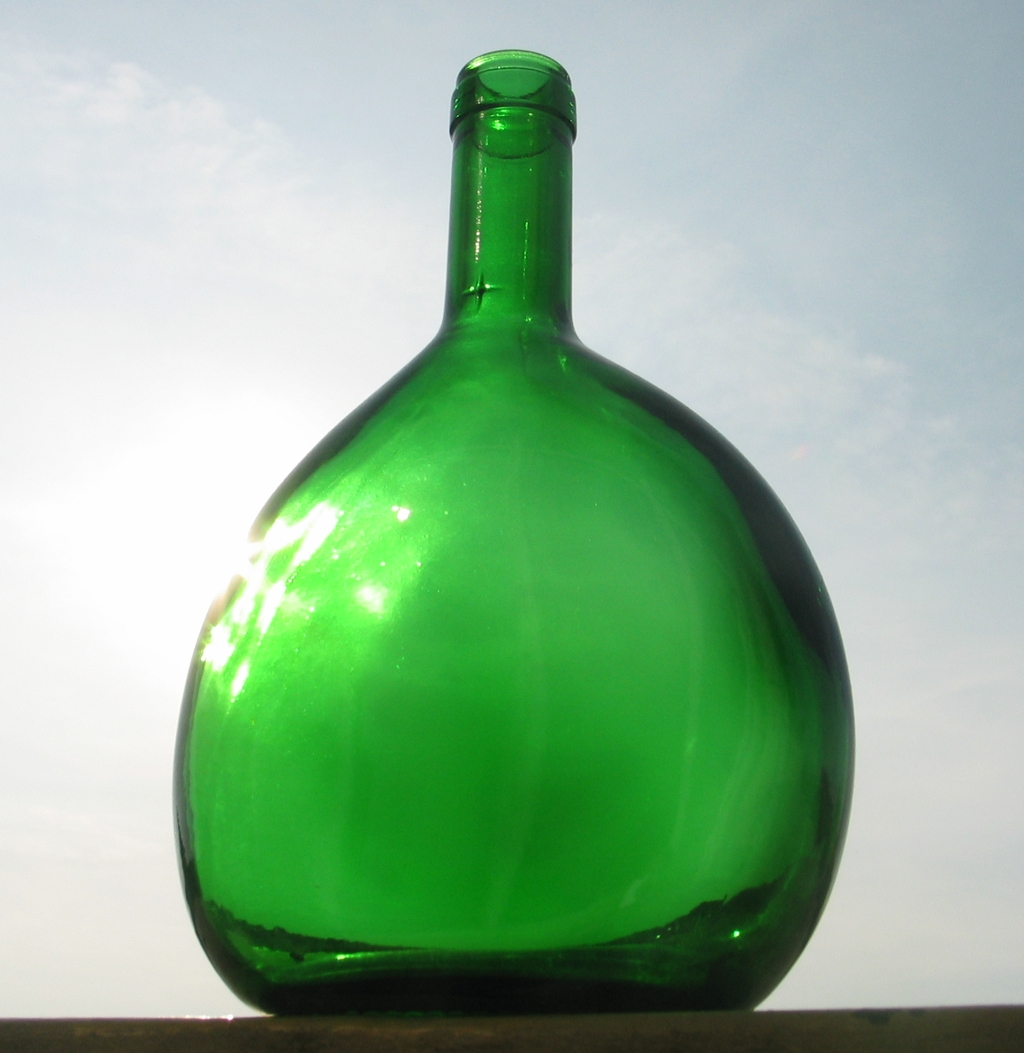
ボックスボイテル

### パント
パントはキック・アップとも呼ばれる、瓶の底のへこみである。その目的について一致した説明は無い。以下によく使われる説明を挙げる。
- パントが大きいワインは良いワインの印である。
- 古い吹きガラス時代の名残で、吹き口をつけた跡である。

瓶を倒れにくくするためである。底が平らな場合、小さな誤差でも不安定になる。くぼみはこれを解消するために付けられたものである。
- 沈殿した澱を底にため、グラスに流れ込むのを防ぐためである[6]。
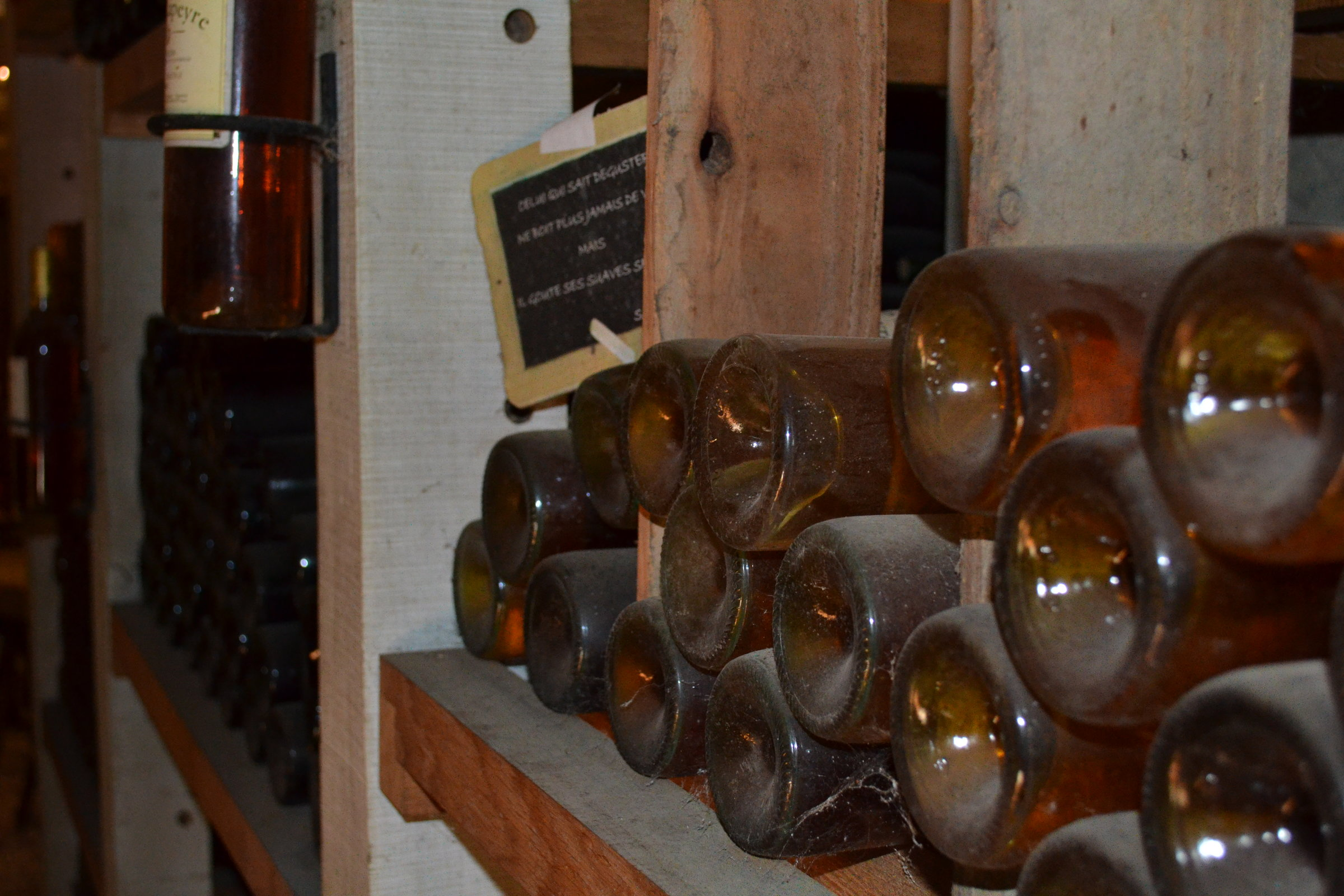
スパークリング・ワインの瓶を上下逆さまにし、積み重ねることができる。
- 瓶の強度を上げ、スパークリング・ワインやシャンパンの圧力に耐えることができるようになる。
- 工場での充填工程で、ベルトコンベアの突起に保持するため。
- 注ぎ手の親指をおさめ、安定させるため。
- 使用人によって使われていたという話もある。彼等はしばしば主人よりも情報通であり、客が信用できるかどうかをパントに置いた親指で主人に知らせたという[7]。

## 容量
以下の表では標準的な 0.75L のボトルと様々な瓶の比較を示す。

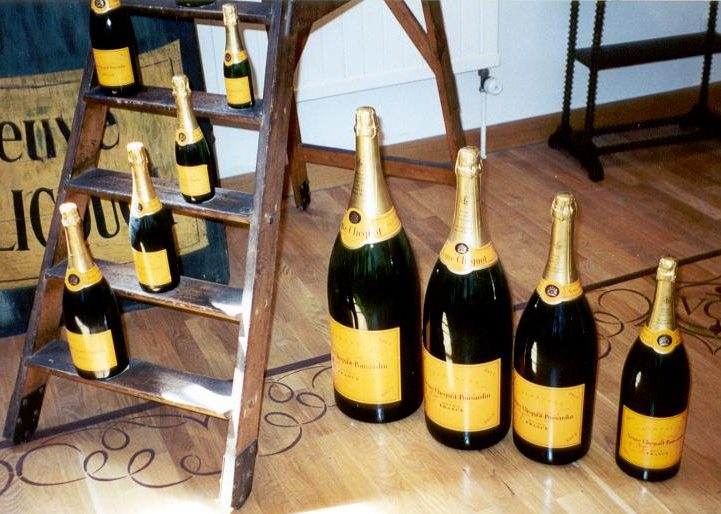
シャンパンボトルのサイズ比較。梯子下段より、マグナム、フル、ハーフ、クォーター。床上左より、バルタザール、サルマナザール、マチュザレム、ジェロボアム

| 名称             | 名称の由来                                        | シャンパーニュ     | ボルドー           | ブルゴーニュ       | 容量 （リットル） |
| 名称             | 名称の由来                                        | 通常サイズとの比率 | 通常サイズとの比率 | 通常サイズとの比率 | 容量 （リットル） |
| ---------------- | ------------------------------------------------- | ------------------ | ------------------ | ------------------ | ----------------- |
| ピッコロ         | イタリア語で「小さい」                            | ¼                  | n/a                | n/a                | 0.1875            |
| ショパン         | フランスの伝統的な計量単位                        | n/a                | ⅓                  | n/a                | 0.250             |
| ドゥミ           | フランス語で「半分」                              | ½                  | ½                  | ½                  | 0.375             |
| ジェニー         | ウェールズ語で「ホワイト・スピリット」            | n/a                | n/a                | n/a                | 0.5               |
| クラヴラン       |                                                   | n/a                | n/a                | n/a                | 0.620             |
| 通常             |                                                   | 1                  | 1                  | 1                  | 0.750             |
| フィフス         | 米ガロンの1/5                                     | n/a                | n/a                | n/a                | 0.757             |
| マグナム         |                                                   | 2                  | 2                  | 2                  | 1.5               |
| マリージェーヌ   |                                                   | n/a                | 3                  | n/a                | 2.25              |
| ダブル・マグナム |                                                   | 4                  | 4                  | n/a                | 3.0               |
| ジェロボアム     | 旧約聖書、北イスラエル王国の最初の王ヤロブアム1世 | 4                  | 6                  | 4                  | 3.0/4.5           |
| レオボアム       | 旧約聖書、ユダ王国の最初の王レハブアム            | 6                  | n/a                | 6                  | 4.5               |
| アンペリアル     |                                                   | n/a                | 8                  | n/a                | 6.0               |
| マチュザレム     | 旧約聖書、伝説的な人物メトシェラ                  | 8                  | n/a                | 8                  | 6.0               |
| サルマナザール   | 旧約聖書、アッシリアの王シャルマネセル3世         | 12                 | n/a                | 12                 | 9.0               |
| バルタザール     | 新約聖書、三賢者の一人バルタザール                | 16                 | 16                 | 16                 | 12.0              |
| ネブカドネザール | 旧約聖書、バビロニアの王ネブカドネザル2世         | 20                 | 20                 | 20                 | 15.0              |
| メルヒオール     | 旧約聖書、三賢者の一人メルキオール                | 24                 | 24                 | 24                 | 18.0              |
| ソロモン         | 旧約聖書、イスラエルの王、ダビデの息子ソロモン王  | 26.67              | n/a                | n/a                | 20.0              |
| ソヴリン         |                                                   | 33⅓                | n/a                | n/a                | 25.0              |
| プリマ           |                                                   | 36                 | n/a                | n/a                | 27.0              |
| メルキゼデック   | 旧約聖書、サレムの王メルキゼデク                  | 40                 | n/a                | n/a                | 30.0              |
| マーガトロイド   | イギリスの発明家John Blackburn Murgatroydか       | 66.67              | n/a                | n/a                | 50.0              |
| マクシマス       | ラテン語の「マクシマス」                          | n/a                | 173⅓               | n/a                | 130.0             |

1. ↑  「クォーター・ボトル」、「ポニー」、「スナイプ」、「スプリット」等とも呼ばれる。
2. ↑  「ハーフ・ボトル」とも呼ばれる。
3. ↑  「500ml ボトル」とも呼ばれる。トカイ、ソーテルヌ、シェリーやその他甘口ワインで使われる。
4. ↑  主にヴァン・ジョーヌで使われる。
5. ↑  長い間アメリカ合衆国で標準的ボトルサイズであったのがフィフスで、1/5米液量ガロン、25.6米液量オンス、約 757ml である。飲料では 1/2 ガロン、1ガロンというサイズで売られるものもある。アメリカは1979年にメートル法を採用し、ワインボトルの基本サイズはヨーロッパと同じ 750ml になっていった。
6. ↑  ポートワインの取引では「トレグナム」、「タピット・ヘン」とも呼ばれる。

## 色

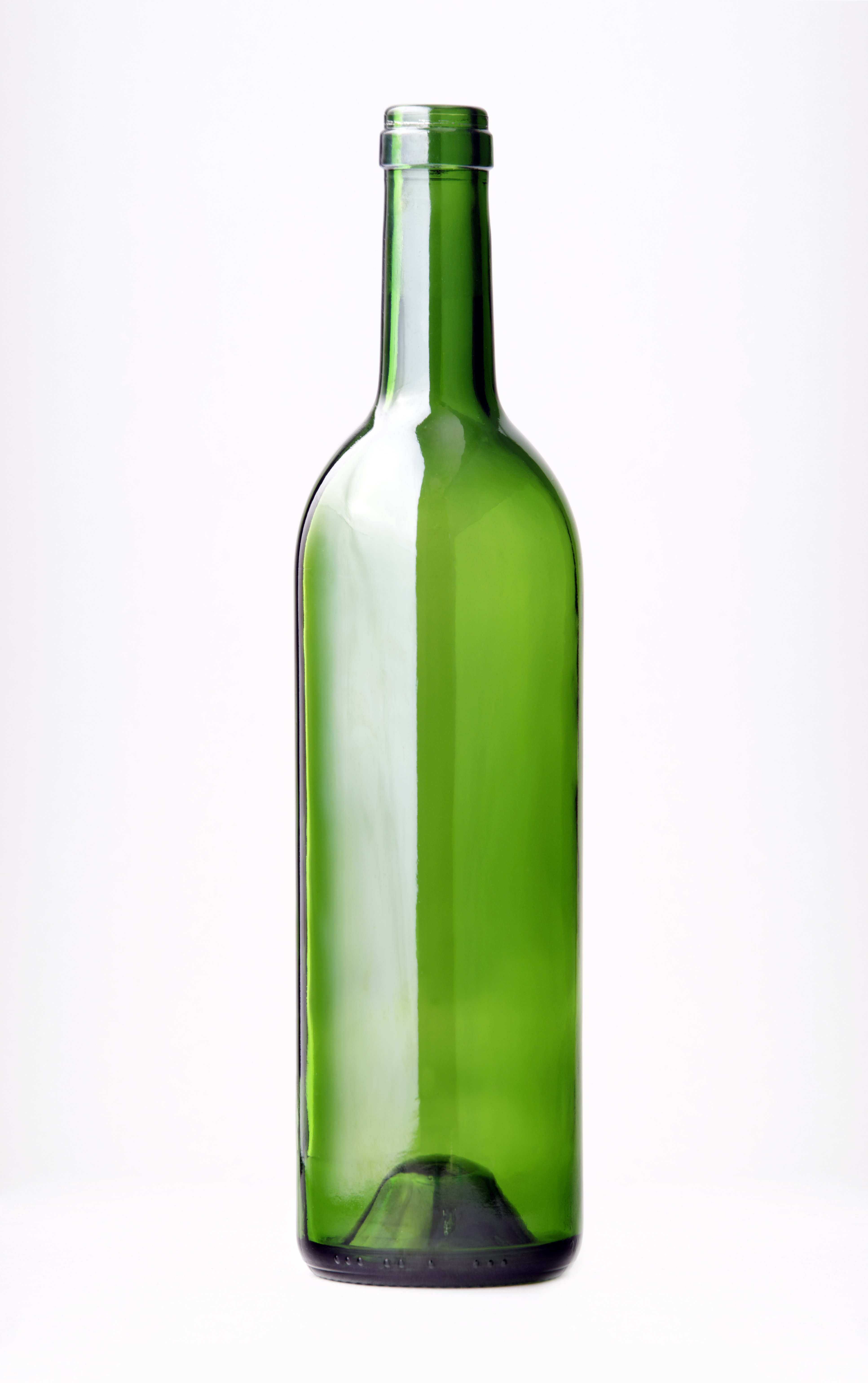
赤ワイン用の緑色ボトル

ワインボトルの色はワインの種類や産地によって異なる。長期熟成に向き、また光を吸収しやすい赤ワインでは、瓶詰め後の光による劣化を防ぐために赤の補色である緑色のボトルを採用するのが普通である。しかし瓶詰め後すぐに飲まれるボジョレー・ヌーヴォーなどのワインでは、ガラスの再利用性（後述）を重視して無色のボトルが使われることもある。また同様に飲用までの時間が短いロゼワインの場合には、その美しい色合いを示すために透明なボトルが好まれる。他に透明な瓶はギリシャ、カナダ、ニュージーランドを含めた多くの国で白ワインによく使われるようになっている。赤ワインはまだ緑が主流である。伝統的にワインボトルに使用されている色は以下の通り。
- ボルドー: 赤ワインには濃緑色、辛口白ワインには淡緑色、甘口白ワインには透明。
- ブルゴーニュ、ローヌ: 濃緑色。
- モーゼル、アルザス: 濃→中間の緑。伝統的に琥珀色を使用する生産者もある。
- ライン: 琥珀色。伝統的に緑を使用する生産者もある。

## 栓

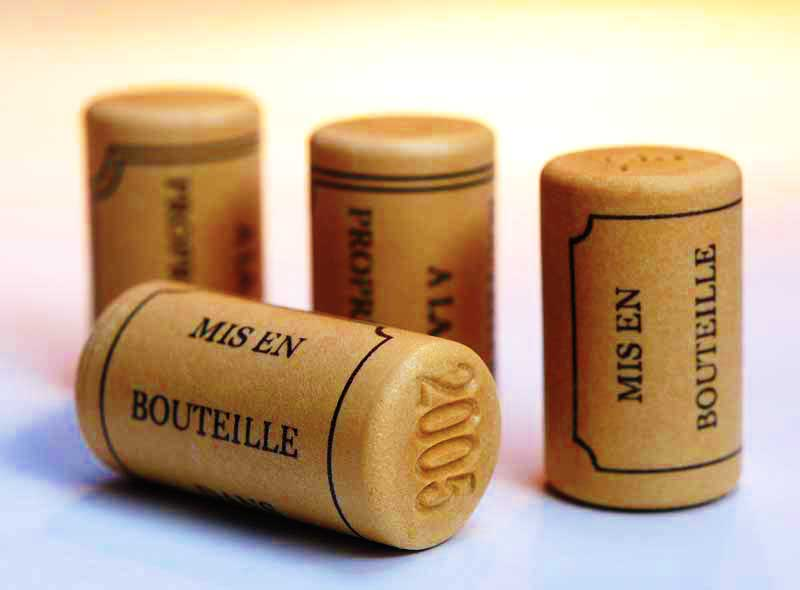
スティルワイン用のコルク栓

ブショネの主因、TCA

ワインボトルの栓には伝統的にコルク栓が使われてきた。コルクは弾力性・防水性に富み、液体を密封するには好都合な素材である。しかし近年では、コルク栓に代わってスクリューキャップ（英: Screw cap）のボトルを採用するメーカーが増えてきた。その理由の一つにはコルク特有の臭い（コルク臭）がある。天然素材であるコルクは品質のばらつきが多く、常に一定の割合で臭いの強いものが含まれる。これがワインに移ると香味を害し、ワインの価値を下げる一因となる。コルクの品質にもよるが、その割合は 2-5％ に上ると言われている。またコルクに用いられた塩素系の殺菌剤や防腐剤が真菌による代謝を受けてメチル化し、2,4,6-トリクロロアニソール（TCA; 2,4,6-trichloroanisole、右図）等のハロゲン化芳香族化合物を生じて異臭を放つ問題（ブショネ（bouchonne）と呼ばれる）もある。これはコルク製造時の問題であり、ワイン瓶詰め後の保管状況に由来するものではない。もう一つの理由は、瓶詰め後のワインを飲むまでの期間が短くなってきた、という市場の嗜好の変化がある。良いコルク栓は数十年に渡って品質を保つが、数年であればスクリューキャップも十分な機能を果たす。その為、特にコルク栓を採用する理由が無いというものである。評論家によっては、スクリューキャップはさらに長期の保存に耐えるポテンシャルを持っていると主張する人もある。また、低価格帯のワインを中心にプラスチックなどの合成素材を使用した合成コルクが使用されることもある。合成コルクはコルク臭などの問題が起きないが、コルクを抜く時に天然コルクよりも抜きにくいことがある。

## シール

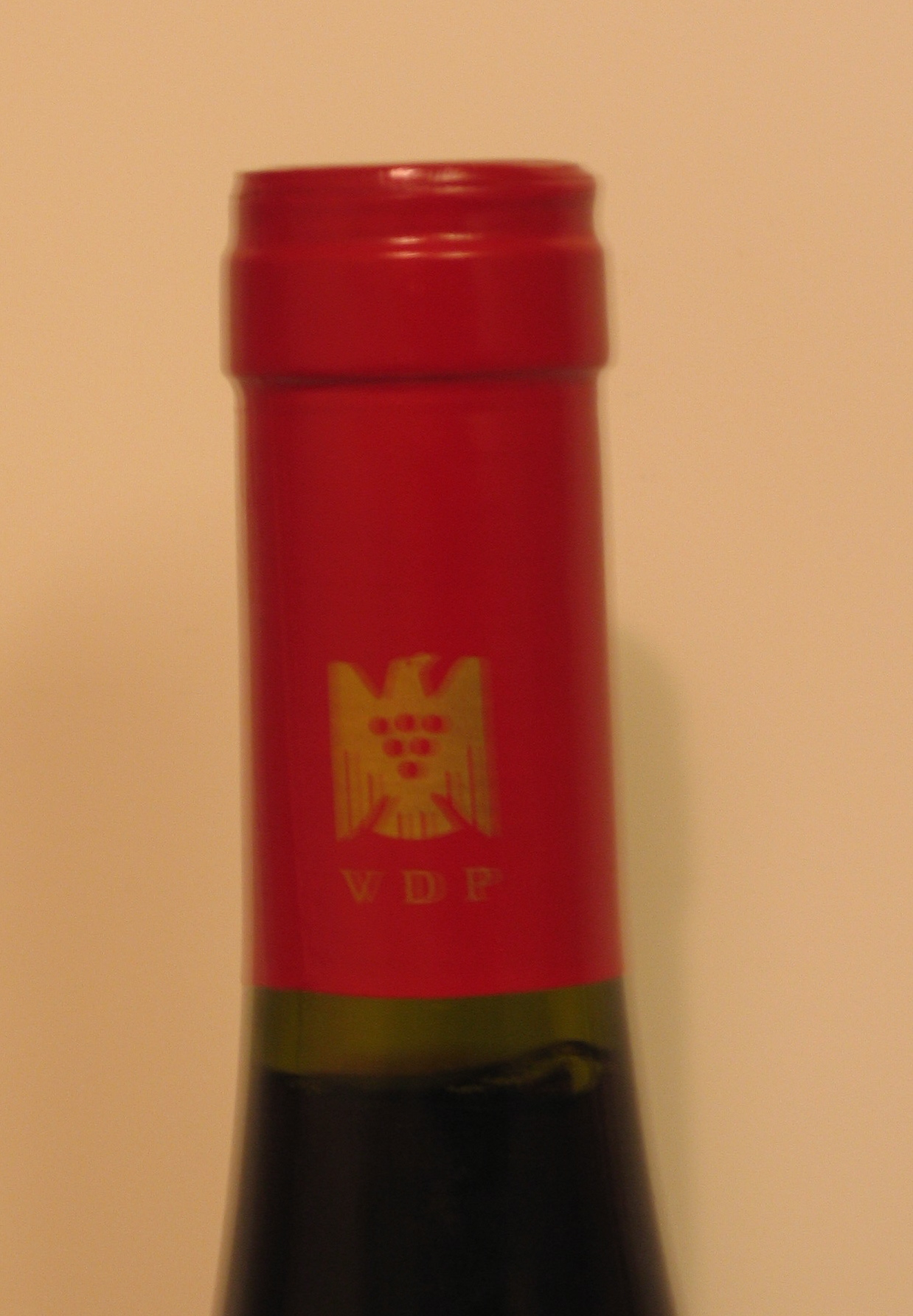
瓶口のシール

コルク栓のワインボトルの大半は瓶の口をシール（英語では capsule や foil）で覆われている。シールは歴史的に鉛で作られ、ネズミや虫からコルクを守る目的で使われた。有毒な鉛が瓶のふちに残ったり、注いだワインに混入するという研究を受け、鉛のシールは徐々に廃れており、1990年代にはシールの多くがスズ、熱収縮プラスティック（ポリエチレン、ポリ塩化ビニル）、アルミニウム等で作られるようになった。封蝋が使われることもある。最近の栓ではシールそのものが不要になってきてもいる（ただし、液体バリア性についてはシールの使用による特段の向上が無くても、シールを付加する事によってガスバリア性はさらに向上する。ガスバリア性はシール以外にも、キャップ状の追加の栓を用いる事によって通常の栓に加えての性能向上を図る事が出来る。）。アメリカ合衆国ではFDAが1996年に国内外のワインでの鉛シール使用を禁止した。
シールではないが、スペインのリオハで作られるワインの中にはボトル全体に金網を張ったものがある。これは19世紀にヨーロッパ全土でフィロキセラ（Phylloxera）による虫害が深刻化した際に（19世紀のフィロキセラ禍）、ワインのエチケット（ラベル）を著名なものに張り替える不正が横行したため、これを防ぐ目的で付けられたものである。

## 環境への影響
ガラスはリサイクルしても色は残ってしまう。産地によって色の濃さに差があり、これらを溶融しても均一には混ざらず、まだらのガラスとなってしまうためリサイクルは困難である。イギリスでは大量のワインを輸入するのに対し生産はごく僅かなので、大量の緑色のガラスが余り、毎年140万トンが埋め立てに送られている。
ガラスは容器の材料としては比較的重く、ワインボトルは厚いガラスを使うため、ワインの全重量に対して瓶の重量が大きな割合を占める。これを受け、ワイン生産地からは大容量の容器で輸出し、瓶詰めは市場近くで行うべきだという提案が出された。これは輸送費やカーボン・フットプリントを削減でき、消費地での緑色のガラスのリサイクルを促進する。安価なワインに限られるが、紙とホイルの中袋で出来た大サイズの箱入りワインも売られている。

## その他
ロシアでは、ワインボトルを使ったユニークな啓発キャンペーンが実施されている。1人あたりのアルコール摂取量が年間18ℓに達し、依存症などのアルコール関連の問題が深刻な社会問題となっている同国ではその対策に力が入れられている。
モスクワにオフィスを構えるクリエイティブエージェンシーの「Y&R Russia」は、ロシア国民に『お酒の怖さ』を改めて認識して貰う狙いで、同内容を伝えるユニークなデザインのワインボトルを制作し、『Don’t Reach the Bottom（ワインボトルも、人生も底をつかないで）』と題したキャンペーンを打ち出した。このボトルにはアルコールに関する4コマ漫画が描かれており、ワインが減るにつれストーリーが展開するというユーモアさが溢れたデザインとなっている。
同社は強烈さに満ちたメッセージを込めた以下のボトルを合計1,000個制作しており、ロシア大手のアルコール流通業者「Simle Wine」に販売の協力を依頼。また、モスクワの人気ワインショップやワインバーなどにもこのボトルを置き、人々にアルコール問題について考える切っ掛けを与えることに成功している。